# Pico de São Tomé
El pico de São Tomé és la muntanya més alta de São Tomé i Príncipe amb una alçada de 2.024 metres. Es troba just a l'oest del centre de l'illa de São Tomé al Parc Natural d'Ôbo. El segon punt més alt, Pico Ana Chaves, es troba al seu sud-est. La muntanya és boscosa i accessible només a peu.
L'illa sencera de São Tomé és un volcà escut massiu qui s'eleva des del terra de l'oceà Atlàntic, uns 3000 m per sota del nivell del mar. Es va formar al llarg de la Serralada de Camerun, una zona de rift lineal que s'estén des del sud-oest de Camerun cap a l'Oceà Atlàntic. La major part de la lava que va sorgir en erupció de São Tomé en el darrer milió d'anys ha estat basalt. La roca més recent de l'illa és datada de fa uns 100.000 anys, però s'han trobat cons volcànics més recents al cantó sud-est de l'illa.